# Cyrtopogon princeps
Cyrtopogon princeps là một loài ruồi trong họ Asilidae. Cyrtopogon princeps được Osten-Sacken miêu tả năm 1877.